# Nesticus cernensis
Nesticus cernensis là một loài nhện trong họ Nesticidae.
Loài này thuộc chi Nesticus. Nesticus cernensis được miêu tả năm 1979 bởi Dumitrescu.